# Evangelische Pfarrkirche Loipersbach

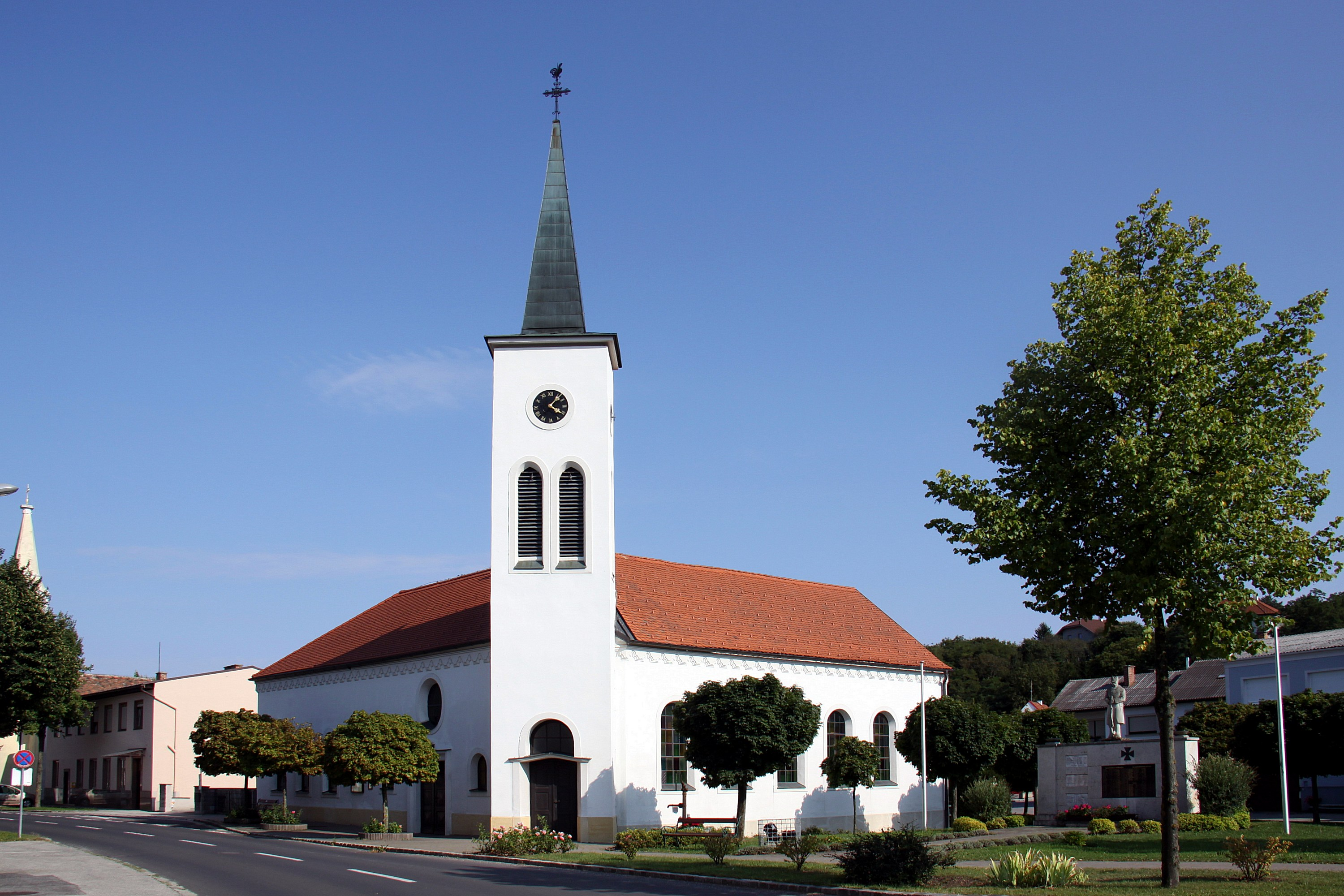
Evangelische Pfarrkirche in Loipersbach im Burgenland

Die evangelisch-lutherische Pfarrkirche Loipersbach A. B. steht in der Gemeinde Loipersbach im Burgenland im Bezirk Mattersburg im Burgenland. Die Pfarrkirche gehört zur Superintendentur A. B. Burgenland.

## Geschichte
Es wird angenommen, dass Loipersbach, politisch Anfang des 16. Jahrhunderts zum Komitat Ödenburg gehörig, kurz vor der Gegenreformation im Jahre 1663 bereits eine Pfarrgemeinde war. Das Toleranzpatent Josefs des II. erlaubte 1781 nur Pfarrgemeinden mit wenigstens 100 evangelischen Familien, was von Loipersbach nicht erreicht wurde, womit Loipersbach Teil der evangelischen Pfarrgemeinde Agendorf wurde. Nach dem Ersten Weltkrieg wurde die Tochtergemeinde Loipersbach bedingt durch die Landnahme des Burgenlandes österreichisch und damit letztlich 1932 zur selbständigen Pfarre erhoben.

## Architektur
Die 1888 erbaute Große Schule wurde 1950 zur Pfarrkirche umgebaut. Der Turm wurde 1958 verändert.